# Ponometia exigua
Ponometia exigua là một loài bướm đêm thuộc họ Noctuidae. Nó được tìm thấy ở Georgia, phía nam đến Florida và phía tây đến Texas. Outside of the United States nó được tìm thấy ở Jamaica, Cuba, Hispaniola, quần đảo Virgin và Trung Mỹ và Nam Mỹ down tới Brasil.
Ấu trùng ăn Erechtites hieraciifolia và Waltheria ovata.